# سیارک ۱۰۵۸۵
سیارک ۱۰۵۸۵ (به انگلیسی: 10585 Wabi-Sabi، نامگذاری:1996GD21) ده هزار و پانصد و هشتاد و پنجمین سیارک کشف شده‌است که در ۱۳ آوریل ۱۹۹۶ کشف شد.
قدر مطلق سیارک برابر ۱۵٫۶۰ است.